# Minh Tiến (nghệ sĩ)
Minh Tiến (1932 – 30 tháng 9 năm 2006), tên khai sinh là Đỗ Vĩnh Tiến, là một biên đạo múa, đại tá, nghệ sĩ nhân dân người Việt Nam, ông đã biên đạo hàng trăm tác phẩm múa lớn nhỏ, trong đó nhiều tác phẩm đề cao công cuộc kháng chiến cứu nước.
Năm 2001, ông được trao tặng Giải thưởng Nhà nước về văn học nghệ thuật.

## Tiểu sử và sự nghiệp
Tên đầy đủ của ông là Đỗ Vĩnh Tiến, nhiều thông tin và báo ghi là Đỗ Minh Tiến, sinh năm 1932 tại xã Đình Bảng, Từ Sơn, Bắc Ninh. Ông xuất thân từ một gia đình cố nông nghèo. Thủa nhỏ từng đi chăn trâu, đi ở rồi cùng gia đình phiêu dạt lên vùng núi Lạng Sơn. Đầu năm 1945, phong trào cách mạng ở Thất Khê, Lạng Sơn lên cao, ông tham gia cách mạng, làm liên lạc, trinh sát, chuyển công văn và nắm tình hình địch để truyền tin cho Ban chỉ huy giải phóng quân Thất Khê.
Toàn quốc kháng chiến, ông gia nhập tổ múa Đội văn công Đại đoàn 351. Tháng 3 năm 1954, Đội đi phục vụ chiến dịch Điện Biên Phủ. Đêm 12 tháng 3, Minh Tiến cùng Đội biểu diễn chương trình nghệ thuật phục vụ 2 cán bộ chỉ huy và 5 pháo thủ tại căn hầm số 2 của Đại đội pháo 105 ly. Đây là đơn vị nhận nhiệm vụ đặc biệt bắn mở đầu chiến dịch nên khẩu đội được ưu tiên xem văn công trước giờ nổ súng.
Sau chiến thắng Điện Biên Phủ, ông cùng Đội văn công 351 về tiếp quản Thủ đô, sau đó ông được bổ sung vào Đoàn Văn công Tổng cục Chính trị.
Cuối tháng 7 năm 1957, Đoàn Văn công Tổng cục Chính trị được cử sang Liên Xô tham dự Đại hội Liên hoan Thanh niên - Sinh viên thế giới lần thứ VI (Festival Moskva VI). Lần đầu tiên dự thi quốc tế với hai tác phẩm múa: "Múa sạp" và "Mùa hoa ban nở", Đoàn Việt Nam đã chinh phục Ban Giám khảo và đông đảo người xem bởi những nét độc đáo của vũ điệu dân gian, âm nhạc và đạo cụ. Cả hai điệu múa đều được tặng giải Vàng, trong đó Đội trưởng múa Minh Tiến, lúc này ông 25 tuổi là đồng tác giả của "Múa sạp" và tác giả độc lập của múa "Mùa hoa ban nở". Sau thành công của Đại hội, Đoàn nghệ thuật Việt Nam đi biểu diễn trên đất nước Liên Xô. Điệu múa "Mùa hoa ban nở" được khán giả hoan nghênh nhiệt liệt và yêu cầu biểu diễn lại hai lần. Xưởng phim Mạc Tư Khoa mời quay phim điệu múa này và phát sóng truyền hình phục vụ người dân Xô Viết.
Tháng 1 năm 2006, kỷ niệm 65 năm ngày Bác Hồ về nước (28/1/1941), tại khuôn viên tượng đài Chủ tịch Hồ Chí Minh ở thị xã Cao Bằng, kịch múa sử thi "Ngược dòng lịch sử" (do ông làm tổng đạo diễn) quy tụ hơn 100 diễn viên đã được trình diễn, được đánh giá là một công trình văn hóa lớn về đề tài chiến tranh và cách mạng, một tác phẩm nghệ thuật múa đặc sắc đầy ý nghĩa lịch sử. 46 năm sau kịch múa "Ngọn lửa Nghệ Tĩnh", sự ra đời của kịch múa sử thi "Ngược dòng lịch sử" là trang sử vàng chói lọi được ghi lại bằng ngôn ngữ nghệ thuật múa và âm nhạc. Lần đầu tiên trong lịch sử nghệ thuật múa Việt Nam, hình tượng Bác Hồ rất sống động và truyền cảm đến người xem niềm xúc động bồi hồi bởi những động tác của ngôn ngữ nghệ thuật múa và diễn xuất nội tâm, chân thật của các diễn viên.
Bên cạnh đó, sự nghiệp nghệ thuật của ông còn ghi dấu ấn với nhiều tác phẩm múa nổi tiếng như: Múa "Mùa hoa ban nở" được biểu diễn ở nhiều nước các châu lục: Châu Á, Châu Phi, Châu Âu, Mỹ Latinh, đã trở thành điệu múa kinh điển trong kho tàng nghệ thuật múa Việt Nam; Múa "Xòe hoa", Huy chương Vàng quốc tế Berlin năm 1973, được Đoàn Ca múa quân đội Đức biểu diễn tại Đức và Việt Nam; Tổ khúc giao hưởng múa "Bão lửa Thăng Long" được Giải thưởng Nhà nước năm 2001; Múa "Mùa xuân bão táp", Huy chương Vàng quốc tế Berlin năm 1973, được truyền hình khắp châu Âu; Múa "Ba chị em", Huy chương Vàng quốc tế Berlin năm 1973; Màn múa hát "Giải phóng miền Nam", Huy chương Vàng quốc tế Berlin năm 1973; Kịch múa "Cánh chim biên giới" có kỷ lục diễn hơn 500 đêm.
Trong sự nghiệp cách mạng và nghệ thuật, ông được tặng nhiều phần thưởng cao quý: Huân chương Độc lập hạng Ba, Huân chương Quân công hạng Ba, Huân chương Chiến thắng hạng Nhất, Huân chương Kháng chiến chống Mỹ cứu nước hạng Nhất, Huy chương Quân kỳ Quyết thắng, Huy chương Vì sự nghiệp Văn hóa - Nghệ thuật Việt Nam, Huy chương Vì sự nghiệp múa Việt Nam. Ông đạt kỷ lục cao nhất Việt Nam các giải thưởng lớn về tác phẩm múa với 5 Huy chương Vàng quốc tế, 20 Huy chương Vàng trong nước.
Năm 1984, ông được Nhà nước phong tặng danh hiệu Nghệ sĩ ưu tú, năm 1997 được phong tặng danh hiệu Nghệ sĩ nhân dân. Năm 2001, ông được tặng Giải thưởng Nhà nước về Văn học - Nghệ thuật với chùm 3 tác phẩm, trong đó tác phẩm múa "Mùa hoa ban nở" được ghi vào từ điển Bách khoa toàn thư Nghệ thuật sân khấu thế giới năm 1964 và tên tuổi tác giả được ghi trong Từ điển Bách khoa Nghệ thuật múa thế giới năm 1972, được Nhà hát Hàn lâm quốc gia về múa dân gian của Đức chọn làm tiết mục trình diễn chính thức. Ông được phong hàm Đại tá và tên tuổi, sự nghiệp của ông được ghi trong Từ điển Bách khoa Quân sự Việt Nam.
Giữa năm 2006, ông hoàn thành kịch bản tác phẩm kịch múa lịch sử "Người mẹ sông Hồng", được Thành phố Hà Nội phê duyệt cho triển khai dàn dựng, hướng tới kỷ niệm Đại lễ 1000 năm Thăng Long - Hà Nội. Chỉ vài tháng sau, ông lâm trọng bệnh. Ngày 30 tháng 9 năm 2006, ông qua đời, hưởng thọ 74 tuổi.